# 布賴德岩
布賴德岩（英語：Bryde Rocks），是南極洲的岩石，位於南喬治亞群島，由英國研究隊繪入地圖和由該國南極名稱諮詢委員命名，由英國海外領土管轄。